# Cataglyphis italicus
Cataglyphis italicus é uma espécie de inseto do gênero Cataglyphis, pertencente à família Formicidae.